# 杜堮
杜堮（1764年—1858年），字石樵，一字次崖，山東武定府濱州人，清朝政治人物，官至太子太保、禮部左侍郎。

## 生平
乾隆五十五年（1790年）一等一名欽賜舉人，嘉慶六年（1801年）辛酉恩科進士。選翰林院庶吉士，散館授編修，任武英殿纂修官，九年（1804年）任順天鄉試同考官，十三年（1808年）充文淵閣校理，十四年（1809年）升侍講，十五年（1810年）升侍讀，同年任日講起居注官，十九年（1814年）升侍讀學士，二十年（1815年）任順天學政，二十二年（1817年）任詹事府詹事，二十四年（1819年）升內閣學士，道光元年（1821年）升兵部右侍郎，同年任浙江學政，二年（1822年）改吏部右侍郎，七年（1827年）遷吏部左侍郎，十五年（1835年）改禮部左侍郎，同年充經筵講官，二十九年（1849年）加太子太保。咸豐二年（1852年）子杜受田卒，咸豐帝親往杜堮家中祭奠，杜堮已年屆九十，由孫攙扶接駕，加禮部尚書銜。八年（1858年）卒，贈太傅，諡文端。

## 家族
子杜受田，官至太子太傅、刑部尚書、協辦大學士。孫杜翰，官至工部左侍郎；杜䎗，官至戶部右侍郎。

## 外部連結
- 杜堮 （页面存档备份，存于） 中研院史語所